# Цесніськ-Малий
Цесніськ-Малий (пол. Cieśnisk Mały) — село в Польщі, у гміні Янув Сокульського повіту Підляського воєводства.
У 1975-1998 роках село належало до Білостоцького воєводства.